# Christian Elingius
Christian Elingius, född 1651 i Torneå, död 1717 i Jukkasjärvi församling, var en svensk präst.

## Biografi
Christian Elingius föddes 1651 i Torneå. Han var son till lektorn Georg Elingius vid Härnösands gymnasium och Susanna Steuch. Elingius blev 1670 student vid Åbo akademi, där han utgav en disputation 3 maj 1673 under professor Petrus Bångs presidium. Han blev 1673 skolmästare i Luleå och 1679 komminister i Luleå landsförsamling. Elingius utnämndes 1691 till kyrkoherde i Jukkasjärvi församling. Han avled 1717 i Jukkasjärvi församling.
Under sin tid som präst i Jukkasjärvi kom han ofta i bråk med kapellan Sirma i Enontekis.

### Familj
Elingius var gift och fick barnen Erik Elingius i Jukkasjärvi, handlanden Nils Elingius (död 1738) i Piteå, en son som var sergeant i Luleå, Susanna Elingius som var gift med komministern Esaias Fellman i Kemiträsk och tre ytterligare söner.